# Hafen Lengfurt
Der Hafen Lengfurt ist ein Betriebs-Frachthafen des Zementwerks Lengfurt der HeidelbergCement in Lengfurt am Main, einem Ortsteil der Gemeinde Triefenstein.
Der Hafen Lengfurt liegt bei Main-Kilometer 172,8 rechts und ist als Lände ausgeführt. Er ist Bestandteil des Zementwerks Lengfurt der HeidelbergCement und wird auch von dieser als Werkshafen betrieben. Es werden überwiegend Sekundärrohstoffe gelöscht und Zement und andere Produkte verladen.
Im Jahr 2013 hatte der Hafen Lengfurt mit 500.119 t Schiffsgüterverkehr einen Anteil von 6,46 % des Schiffsgüterverkehrs in Bayern, der 2013 bei insgesamt 7.742.816 t lag.

## Schiffsgüterverkehr nach Güterabteilung 2013
| Hauptgüterart | Güter                                           | Empfang   | Versand   | Gesamt    | Anteil |
| ------------- | ----------------------------------------------- | --------- | --------- | --------- | ------ |
| 03            | Erze, Steine und Erden                          | 21.914 t  |           | 21.914 t  | 4,4 %  |
| 07            | Kokerei und Mineralölerzeugnisse                | 8.761 t   |           | 8.761 t   | 1,7 %  |
| 08            | Chemische Erzeugnisse                           | 13.300 t  |           | 13.300 t  | 2,7 %  |
| 09            | Sonstige Mineralerzeugnisse (Glas, Zement etc.) | 1.677 t   | 338.970 t | 340.647 t | 68,1 % |
| 14            | Sekundärrohstoffe, Abfälle                      | 115.497 t |           | 115.497 t | 23,1 % |
| insgesamt     |                                                 | 161.149 t | 338.970 t | 500.119 t | 100 %  |